# Kristinegymnasiet
Kristinegymnasiet, även kallad Kristineskolan, är en gymnasieskola i Falun, Dalarna. Den bildades 1966 som en efterföljare till Falu högre allmänna läroverk.
Kristinegymnasiet är en kommunal skola som ligger centralt i Falun, med Läroverksparken som skolgård. I anslutning finns Kristinehallen där offentliga konserter och kulturevenemang äger rum. Skolans inriktning är etik, internationalisering och friskvård. Kristinegymnasiet är den äldsta skolbyggnaden i Falun och invigdes 1866 som Falu högre allmänna läroverk.

## Program
Följande program finns på Kristinegymnasiet:
- Barn- och fritidsprogrammet
- Hotell- och turismprogrammet
- Vård- och omsorgsprogrammet
- Ekonomiprogrammet
- Samhällsvetenskapsprogrammet
- Hantverksprogrammet
- Restaurang- och livsmedelsprogrammet